# Darevskia rudis
Darevskia rudis este o specie de șopârle din genul Darevskia, familia Lacertidae, ordinul Squamata, descrisă de Bedriaga 1886. A fost clasificată de IUCN ca specie cu risc scăzut.

## Subspecii
Această specie cuprinde următoarele subspecii:
- D. r. bischoffi
- D. r. bithynica
- D. r. chechenica
- D. r. macromaculata
- D. r. obscura
- D. r. rudis
- D. r. svanetica
- D. r. tristis